# University of Queensland Handball Club
Der University of Queensland Handball Club ist ein australischer Handballverein aus Brisbane. Er ist als Gewinner der Australien und Ozeanien Meisterschaft in Canberra 2023 der aktuelle Ozeanienmeister und damit für den IHF Super Globe 2023 in Saudi-Arabien nominiert.

## Geschichte
Der Handball Club der Universität von Queensland wurde 1992 gegründet. Er ist neunmaliger Meister der Queensland Handball Liga, letztmalig 2014 und hat die Australische Clubmeisterschaft einmal gewonnen. Der Club nahm auch an den Australian University Games teil und belegte den 2. Platz in der 2. Division in 2011  und den 2. Platz der 1. Division in 2013.
2019 hat das Frauenteam Australien beim ersten IHF Women’s Super Globe überhaupt in Wuxi, China repräsentiert und belegte den siebten Platz von acht teilnehmenden Mannschaften. Die Qualifikation erfolgte durch den Gewinn der National Championship in Gold Coast im Juni.

## Erfolge
Die Herrenmannschaft wurde 2021 und 2023 Gewinner der australischen Meisterschaft. Sie ist 2023 für den IHF Super Globe (Klubweltmeisterschaft) qualifiziert. In den Jahren 2022 und 2019 wurde die Mannschaft Vizemeister.